# Saint-Martin-le-Mault
Saint-Martin-le-Mault is een gemeente in het Franse departement Haute-Vienne (regio Nouvelle-Aquitaine) en telt 120 inwoners (2009). De plaats maakt deel uit van het arrondissement Bellac.

## Geografie
De oppervlakte van Saint-Martin-le-Mault bedraagt 12,2 km², de bevolkingsdichtheid is dus 9,8 inwoners per km².
De onderstaande kaart toont de ligging van Saint-Martin-le-Mault met de belangrijkste infrastructuur en aangrenzende gemeenten.

## Demografie
Onderstaande figuur toont het verloop van het inwonertal (bron: INSEE-tellingen).